# Port-a-cath

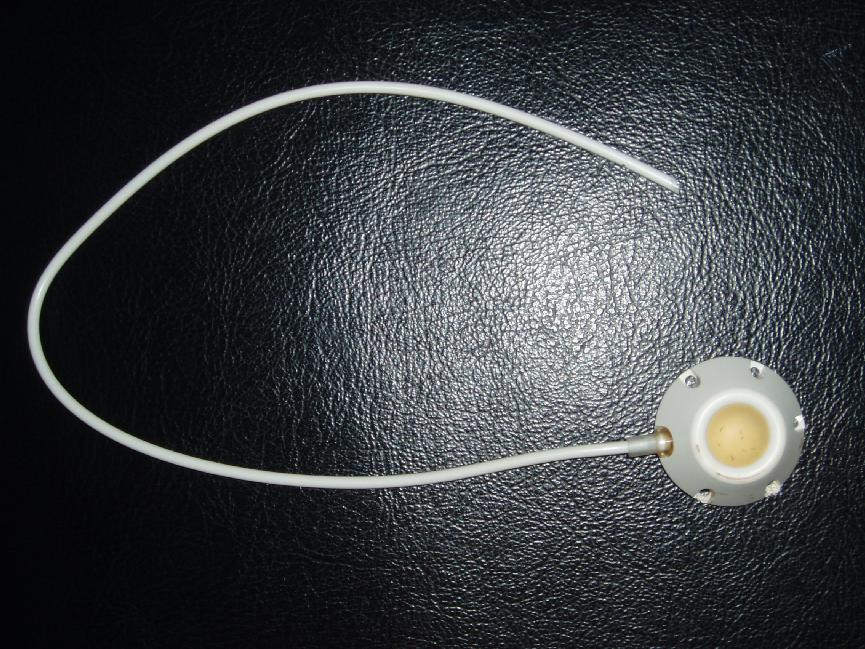
Un port-a-cath

Il port-a-cath, a volte chiamato solo port, è un catetere venoso centrale totalmente impiantabile sotto pelle, che permette di avere un accesso venoso centrale permanente. 
Consiste di un catetere in genere di silicone, posizionato per via percutanea in vena succlavia, giugulare o femorale comune, con estremo distale in vena cava superiore o inferiore; il catetere è collegato ad uno o più reservoir (port), anch'esso in silicone o titanio, totalmente impiantabile nel sottocute. 

## Uso

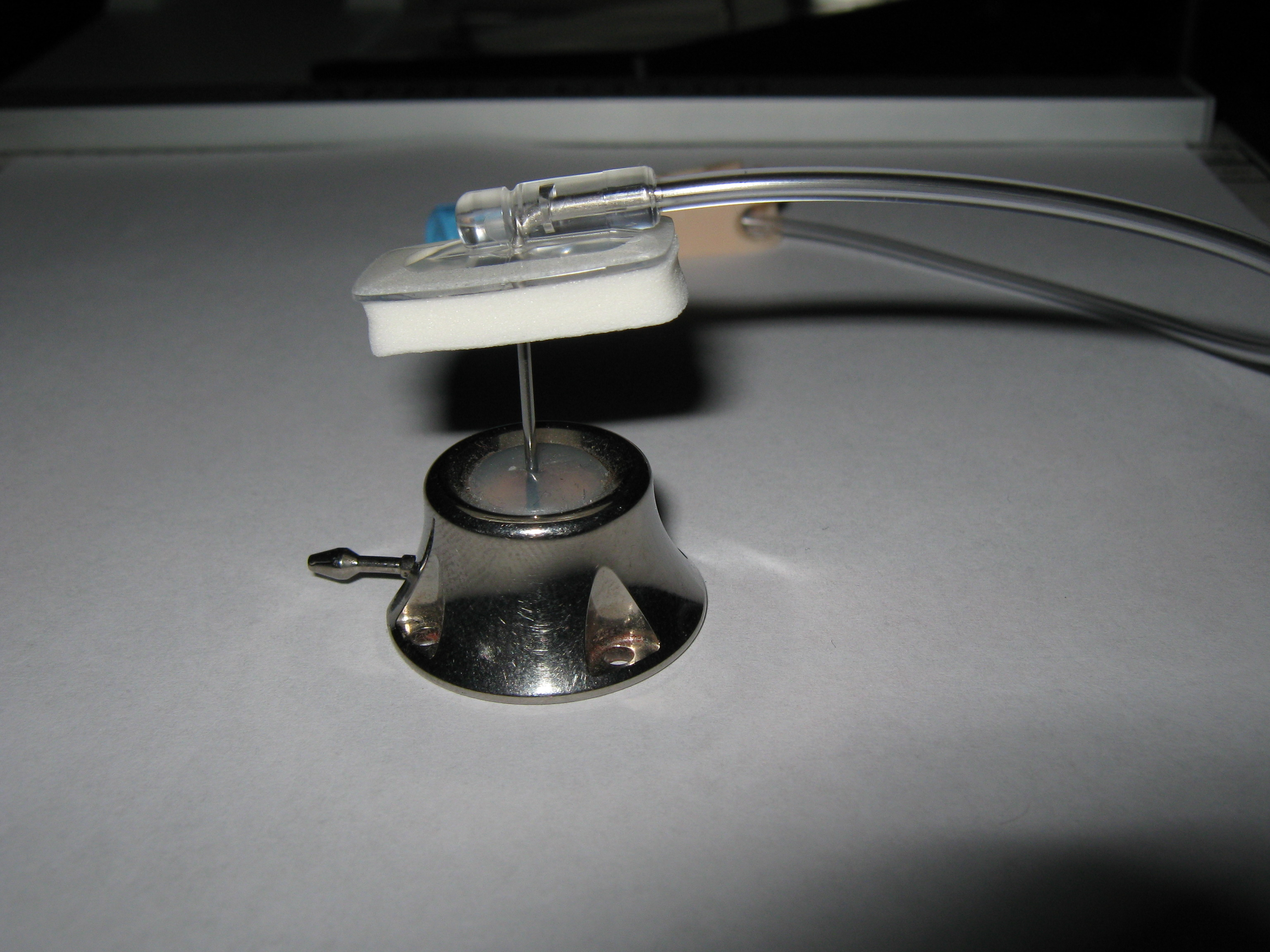
Reservoir di un port-a-cath con ago non carotante in posizione

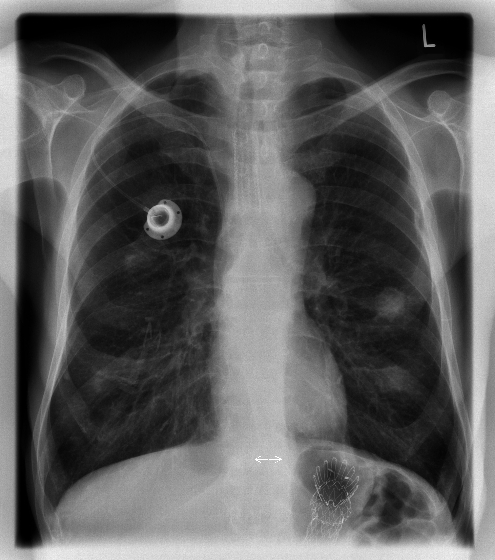
Immagine radiografica di un port-a-cath impiantato

Attraverso il port-a-cath, avendo sempre l'accortezza di accedervi con un ago non carotante (ago di Huber), può essere somministrata, quando necessaria, anche l'alimentazione parenterale totale; possono essere inoltre effettuate trasfusioni di sangue e prelievi ematici.
La prescrizione dell'impianto è prevalentemente oncologica e viene utilizzato al fine di garantire un accesso venoso centrale sempre disponibile per chemioterapie infusionali, esami contrastografici e prelievi ematici, evitando il continuo repere di vene periferiche.
Si tenga inoltre presente che altrimenti, alcuni farmaci utilizzati in chemioinfusione continua risulterebbero a lungo termine lesivi per l'endotelio delle vene periferiche, senza contare l'ulteriore possibilità di stravaso e di tossicità per i tessuti periferici.
Il "port-a-cath" è perforabile all'incirca 2000 volte.